# Goldmans kwartelduif
Goldmans kwartelduif (Zentrygon goldmani synoniem: Geotrygon goldmani) is een vogel uit de familie Columbidae (duiven). Deze vogel is genoemd naar zijn ontdekker, de Amerikaanse natuuronderzoeker Edward Alphonso Goldman.

## Verspreiding en leefgebied
Deze soort komt voor in oostelijk Panama en noordwestelijk Colombia en telt twee ondersoorten:
- Z. g. oreas: oostelijk Panama.
- Z. g. goldmani: Darién (Panama) en noordwestelijk Colombia.